# Hugh Mingay
Hugh Stephen James Mingay (ur. 12 grudnia 1974), znany również jako Skoll – norweski muzyk, kompozytor i instrumentalista. Hugh Mingay znany jest przede wszystkim z występów w awangardowym zespole heavymetalowym Arcturus, w którym pełni funkcję basisty. Wcześniej był członkiem zespołów Ulver i Fimbulwinter. Występował także w zespole Ved Buens Ende.

## Dyskografia
- Fimbulwinter - Servants of Sorcery (1994, Hot Records)
- Ulver - Bergtatt – Et Eeventyr i 5 Capitler (1994, Head Not Found)
- Ved Buens Ende - Written in Waters (1995, Misanthropy Records)
- Arcturus - Aspera Hiems Symfonia (1996, Ancient Lore Creations)
- Ulver - Nattens Madrigal – Aatte Hymne Til Ulven I Manden (1996, Century Media Records)
- Arcturus - La Masquerade Infernale (1997, Misanthropy Records)
- Ulver - Themes from William Blake’s The Marriage of Heaven and Hell (1998, Jester Records)
- Arcturus - Sideshow Symphonies (2005, Season of Mist)